# La Porte City
|  | Aquest article tracta sobre la població a l'estat d'Iowa. Si cerqueu la ciutat a l'estat d'Indiana, vegeu «City of La Porte». |

City of La Porte City - també citat com Laporte, Laporte City o La Porte Cityés una ciutat al comtat Black Hawk a l'estat d'Iowa. Segons el cens del 2000 tenia 2.275 habitants.

## Demografia
Segons el cens del 2000, La Porte City tenia 2.275 habitants, 936 habitatges, i 643 famílies. La densitat de població era de 334 habitants/km².
Dels 936 habitatges en un 33% hi vivien nens de menys de 18 anys, en un 55,7% hi vivien parelles casades, en un 10,6% dones solteres, i en un 31,3% no eren unitats familiars. En el 28,2% dels habitatges hi vivien persones soles el 16,5% de les quals corresponia a persones de 65 anys o més que vivien soles. El nombre mitjà de persones vivint en cada habitatge era de 2,43 i el nombre mitjà de persones que vivien en cada família era de 2,97.
Per edats la població es repartia de la següent manera: un 26,4% tenia menys de 18 anys, un 8% entre 18 i 24, un 26,3% entre 25 i 44, un 20,7% de 45 a 60 i un 18,6% 65 anys o més.
L'edat mediana era de 37 anys. Per cada 100 dones de 18 o més anys hi havia 86,3 homes.
La renda mediana per habitatge era de 37.540 $ i la renda mediana per família de 46.544 $. Els homes tenien una renda mediana de 31.629 $ mentre que les dones 22.133 $. La renda per capita de la població era de 19.266 $. Entorn del 4,1% de les famílies i el 6,2% de la població estaven per davall del llindar de pobresa.

## Poblacions properes
El següent diagrama mostra les poblacions més properes.